# ミリアム・クロスター
ミリアム・クロスター（Myriam Kloster、1989年8月4日 - ）は、フランスの元女子バレーボール選手。元フランス代表。

## 来歴

### クラブチーム
モントルイユ出身。2007年、Béziers Volleyに入団。2008年、ASPTTミュルーズへ移籍。在籍した3年間でフランス国内リーグでは3度準優勝した。2011年、Pays d'Aix Venellesへ移籍し2年間プレーした。2013年7月、Le Cannet Volley Ballへ移籍し、2014/15シーズンのフランス国内リーグではチームを準優勝へ導き、自身はシーズンMVPとベストミドルブロッカー賞を受賞した。2015年6月、RCカンヌへ移籍し、在籍した5年間で中心選手として活躍し、フランス国内リーグで優勝1回、準優勝3回の成績を残した。2020年5月、再びPays d'Aix Venellesと契約し、2020/21シーズンのフランスリーグではベストミドルブロッカー賞を受賞した。2022年4月、現役引退を表明した。

### 代表チーム
アンダーカテゴリーの代表として2006年、U-20欧州選手権に出場した。2009年、シニア代表に初選出され、同年のヨーロッパリーグでデビューした。2013年、代表復帰し、欧州選手権では主力として活躍をみせ、8位となった。

## 球歴
- 欧州選手権 - 2013年

## 所属クラブ
- Béziers Volley（2007-2008年）
- ASPTTミュルーズ（2008-2011年）
- Pays d'Aix Venelles（2011-2013年）
- Le Cannet Volley Ball（2013-2015年）
- RCカンヌ（2015-2020年）
- Pays d'Aix Venelles（2020-2022年）